# Galmiz
Galmiz (franska: Charmey) är en ort i kommunen Murten i kantonen Fribourg, Schweiz. Orten var före den 1 januari 2022 en egen kommun, men inkorporerades då tillsammans med Clavaleyres och Gempenach in i kommunen Murten.